# 沢弥かな
沢弥 かな（さわみ かな、1971年9月25日 - ）は、日本の元モデル、タレント。
神奈川県藤沢市出身。杉野女子大学短期大学部卒業。セントフォース所属。身長160cm、バスト80cm、ウエスト56cm、ヒップ81cm。

## 人物・略歴
- 1990年代に彗星の如く現れたモデル。2つの芸名は羽生莉香（モデル）&沢弥かな（芸能）で使い分けられており、最初羽生莉香としてファッション誌のモデルやアート的なCM等でも活躍していたが、徐々にグラビアモデルやテレビ出演への比重が重くなり、沢弥かなに統一されるようになる。1992年の富士急ハイランドCM(同社のCMには前年より出演)における鴨沢祐仁創作のキャラクター「クシー君とレプス君」のクシー役で爆発的な人気を呼び（金髪のカツラを着用したボーイッシュなキャラクターが人気を博した）、CXの深夜番組「おはようラプラプ島」で主演に抜擢。和みムード漂う不思議ちゃんキャラクターが人気となり、その後深夜番組の司会などで北野誠らと競演するも、持ち前の天然キャラが、機敏な行動を求められる司会業（アシスタント）に合わず、次第に活動範囲が縮小。それまでも時折雑誌のインタビューなどで「ラブラブ」と公言していた交際相手と「愛を育むために」と、突然芸能界を引退した。

## エピソード
- 「天然キャラ」、「不思議ちゃん」のパイオニア的存在。
- 1993年ころから芸能界引退をほのめかすようになり、同時に「交際相手についてのノロケ話」をすることが多くなった。雑誌などのインタビューにおいても臆することなく交際相手について公言していた。

## 出演

### ドラマ
- 「殺し屋アミ」（1993年、WOWOW&J・MOVIE・WARS）アミ役

### バラエティ
- 「森脇健児のTHE話THE話」（1991年、TBS）※本名の兼吉敦子として出演。森脇を補佐する役割のアシスタントとして初回から起用されるも、しゃべりにまるで対応出来ず3回で降板となる。
- 「おはようラプラプ島」（1992年、フジテレビ系）主演
- 「M10（マグニチュード テン）」（水曜日担当）（1992年、テレビ朝日系）アシスタント
- 「ウッチャンナンチャンのやるならやらねば!」（1992年、フジテレビ系）勉強勉子役　など

### CM
- JTB 夏の旅CF  初秋の旅ポスター  1991年
- 資生堂 リンスインシャンプー  1991年
- 富士急ハイランドCMキャラクター  1991年〜1993年
- 大塚ベバレジ ジャワティー  1991年
- 郵政省 郵便貯金  1991年
- 旭化成
- 森永製菓「チョコフレーク」
- 明治生命「チャオ」（1993年、逸見政孝と共演）

### 書籍
- 雑誌「週刊ヤングジャンプ」(1991年、東映カラオケクイーンのパブリシティでのタイアップ掲載)   撮影・尾形正茂
- 雑誌「JUNIE」
- 雑誌「あくしょんハイスクール」
- 雑誌「スコラ」
- 雑誌「DIME」（小学館）

### その他
- ミスメイベリン (1991年、メイベリン) 一般公募により選出され、当時のメイベリン社のカタログ等の広告に出演
- 東映カラオケクイーン (1991年、東映・東映ビデオ) ※六本木プリンスホテルにおける公開オーディションでルージュ所属の鈴木亜美 (1972年生)（同姓同名の歌手・女優の鈴木亜美とは別人、既に引退)と共に選出されるが、本来年間に及ぶキャンペーンガールの重責にもかかわらず仕事を履行する以前の打ち合わせ段階（パブリシティ用の撮影等含め）から再三に渡り現場への遅刻を繰り返し（数分程度ではなく30分〜90分のレベル）不安を覚えた東映サイドの判断で2ヶ月足らずでの降板となる。その間イベント1回と2本のカラオケビデオに出演。

以後は前出の鈴木亜美が期間満了まで1人で務め上げた。